# 刘瀚
劉瀚（1425年—1505年），字約之，直隸蘇州府長洲縣人，明朝政治人物。

## 生平
景泰元年（1450年）庚午科應天鄉試舉人。天順元年（1457年）丁丑科進士。授大理寺評事。出爲雲南大理府知府。成化二十一年（1485年）任福建漳州府知府，成化二十三年(1487年）擢陝西按察司副使。致仕歸，居家十七年，卒年八十一。

## 家族
曾祖劉德讓，祖劉仲輿，父劉鉉，詹事府少詹事；母陸氏（封安人）；繼母白氏。